# Hélène Antoniadis-Bibicou
Hélène Antoniadis-Bibicou, née le 8 juillet 1923 (21 juillet dans le calendrier grégorien) et morte le 13 juin 2017 à Athènes en Grèce, est une historienne gréco-française spécialisée dans les études byzantines et balkaniques. Participant à la création de l'École des hautes études en sciences sociales avec Fernand Braudel, elle y anime à partir de 1964 un « Séminaire d’Histoire Économique et Sociale de Byzance et de la Grèce Moderne » jusqu'à sa retraite.

## Biographie
Née dans la ville d'Athènes, en Grèce, elle fait ses études à la faculté des Lettres de l’Université nationale et capodistrienne d'Athènes, où elle compte parmi les disciples du byzantinologue Dionysios Zakythīnos. Elle en sort diplômé en 1945.
Elle devient membre du Parti communiste de Grèce en rejoignant d'abord la Ligue des jeunes communistes de Grèce (el) en 1940. Son engagement l'entraine à faire partie des premiers membres de la résistance contre les forces d’occupation de la Grèce pendant les années 1941-1944 au sein du Front de libération nationale et de l'Organisation Panhellénique des jeunes du Pirée - ses actions sont nombreuses autant au sein de journaux clandestins comme La Jeunesse d'Athènes, que dans l'action directe avec la résistance. Après la libération de la Grèce en octobre 1944, elle participe aux événements de décembre 1944 où elle est arrêtée,.
En 1945, le gouvernement français lui accorde une bourse d’études créée au profit d'étudiants grecs ayant pris part à la résistance. Elle s'installe à Paris pour suivre des études à l'École pratique des hautes études en mai 1947.
En 1951, elle entre comme chercheuse au Centre national de la recherche scientifique en rejoignant d'abord la IVe section des « Sciences historiques et philologiques et les Sciences Religieuses ». Elle devient ensuite la disciple de Fernand Braudel dans la VIe section dirigée encore par Lucien Lebvre de l'« École des Annales ». Elle est une fondatrice du Centre de recherches historiques animé par son mentor qui devient ensuite l’École des hautes études en sciences sociales en 1975. Elle y anime le séminaire d'« Histoire économique et sociale de l’empire byzantin et de la Grèce moderne » à partir de 1965 et ce, sur plusieurs décennies.
Durant la dictature des colonels s'étendant de 1967 à 1974, elle rejoint le « Mouvement greco-français pour une Grèce libre » dont elle est la secrétaire générale en même temps que son mari est le correspondant à Paris du journal Rizospastīs affilié au KKE. Après la mort de son mari en 1983, elle reprend ce rôle jusqu'en 1991,.
Elle meurt dans sa ville de naissance, le 13 juin 2017. De nombreux universitaires lui rendent alors hommage,.

## Vie privée
Elle est mariée au mathématicien Antonīs Antōniadīs qu'elle rencontre durant la résistance.

## Publications

### Articles
- « Étude d'histoire maritime de Byzance à propos du « Thème des Carabisiens » », Bibliothèque Générale de l'École pratique des Hautes Études, section VI, Paris, SEVPEN,‎ 1966 (ISSN 0768-3227)
- « Byzance et le mode de production asiatique », La Pensée, no 129,‎ 1966, p. 47-72 (lire en ligne )

### Ouvrages
- Recherches sur les douanes de Byzance : l'« octava », le « kommerkion » et les commerciaires, Paris, Armand Colin, coll. « Cahier des Annales », 1963, 293 p. (ISBN 9782713209314)
- Villages désertés en Grèce : un bilan provisoire, Paris, SEVPEN, 1965, 224 p. (ISBN 9782713200977)

### Recueils
- H. Antoniadis-Bibicou, E.E. Lipchits,  et al., « Le féodalisme à Byzance : problèmes du mode de production de l'empire byzantin », Recherches internationales à la lumière du marxisme, no 79,‎ 1974 (ISSN 0486-1345)

## Distinctions
- Distinction de l'Ordre des Palmes académiques (2007)[11].
- Croix d'or de l'Ordre de Bienfaisance de la République de Grèce (2012)[7].